# Thyropoeus mirandus
Thyropoeus mirandus är en spindelart som beskrevs av Pocock 1895. Thyropoeus mirandus ingår i släktet Thyropoeus och familjen Migidae.
Artens utbredningsområde är Madagaskar. Inga underarter finns listade i Catalogue of Life.